# Robert Renner
Robert Renner, slovenski atlet, * 8. marec 1994, Celje, Slovenija.
Na evropskem prvenstvu v Amsterdamu leta 2016 je v skoku s palico osvojil bronasto medaljo. Preskočil je 5,50 metra. To je bila prva slovenska medalja v atletiki po letu 2006. 22. avgusta 2015 je v Pekingu postavil slovenski državni rekord s preskočeno višino 5,70 metra.